# Гибњеви
Гибањеви чине већи број лиснатих опруга трапезног облика повезаних у једну целину. При већим оптерећења и већим деформацијама лиснате опруге не могу да задовоље конструкционе захтеве. Лиснате опруге исте ширине али различите дужине тако су повезане да је лист највеће дужине постављен са горње стране и најчешће има савијене крајеве (за шинска возила). Испод овог листа налази се још један лист исте дужине, а остали краћи листови према својој дужини поређани су испод и на средини повезани најчешће завртњевима. Гибњеви се најчешће примењују код теретних, путничких и шинских возила.

## Карактеристике
Уколико између листова постоји одговарајуће трење онда је карактеристика гибња права линија. Линије оптерећења и растерећења гибња се не поклапају, односно гибањ има одговарајуће пригушење. Код гибњева за возила пожељна је прогресивна карактеристика. То се постиже одговарајућим конструкционим извођењем појединих листова, тако да се они укључују у рад нешто касније. Сличан ефекат има и скраћење појединих листова опруге са додиром у тачки, чиме се смањује трење.

## Врсте
| Елиптични            | Carriage with elliptic springs                     |
| Полуелиптични        | Vehicle suspension with semi-elliptic springs      |
| Три-четврт елиптични | Car suspension with three-quarter elliptic springs |
| Четврт елиптични     | Vehicle suspension with quarter-elliptic springs   |
| Трансверзални        | Front suspension with transverse leaf spring       |